# Ğazı I Giray
Ğazı I Giray (1504 – Feodosia, 1524) è stato Khan di Crimea.
Fu proclamato Khan dopo l'omicidio di suo padre e fu giustiziato in seguito da suo zio Saadet I Giray.